# Ouhans
Ouhans est une commune française située dans le département du Doubs, la région culturelle et historique de Franche-Comté et la région administrative Bourgogne-Franche-Comté.
Ses habitants sont appelés les Loups blancs et ses habitantes les Louves blanches.

## Géographie

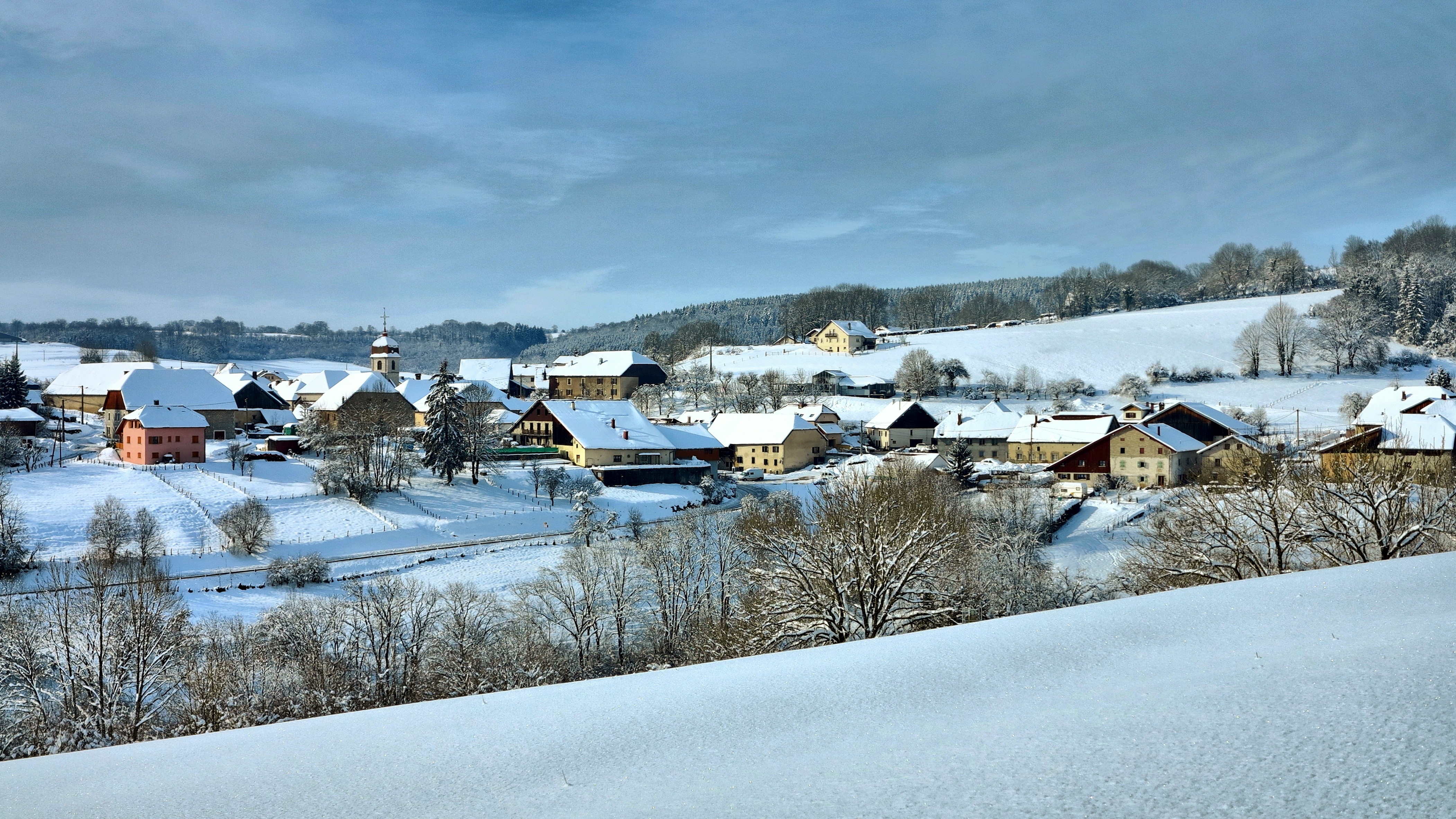
Le village sous la neige vu depuis la chapelle Notre-Dame des Anges.

### Localisation
Situé à 630 m d'altitude en bordure du plateau de Levier, le village est à la confluence de quatre vallées dont la plus importante est celle de la Loue qui y prend sa source à 535 m d'altitude.
| Renédale Mouthier-Haute-Pierre | Aubonne, Saint-Gorgon-Main | La Chaux |
| Évillers                       | Ouhans                     | Bugny    |
|                                | Val-d'Usiers               |          |

### Hydrographie
À Ouhans se trouve la source de la Loue (en fait une résurgence du Doubs).

### Climat
Pour des articles plus généraux, voir Climat de la Bourgogne-Franche-Comté et Climat du Doubs.
En 2010, le climat de la commune est de type climat de montagne, selon une étude du Centre national de la recherche scientifique s'appuyant sur une série de données couvrant la période 1971-2000. En 2020, Météo-France publie une typologie des climats de la France métropolitaine dans laquelle la commune est exposée à un climat de montagne ou de marges de montagne et est dans la région climatique  Jura, caractérisée par une forte pluviométrie en toutes saisons (1 000 à 1 500 mm/an), des hivers rigoureux et un ensoleillement médiocre. 
Pour la période 1971-2000, la température annuelle moyenne est de 8,8 °C, avec une amplitude thermique annuelle de 16,9 °C. Le cumul annuel moyen de précipitations est de 1 440 mm, avec 13,3 jours de précipitations en janvier et 10,9 jours en juillet. Pour la période 1991-2020, la température moyenne annuelle observée sur la station météorologique de Météo-France la plus proche, « Pontarlier », sur la commune de Pontarlier à 11 km à vol d'oiseau, est de 8,8 °C et le cumul annuel moyen de précipitations est de 1 463,6 mm. 
La température maximale relevée sur cette station est de 38 °C, atteinte le 25 juillet 2019 ; la température minimale est de −32 °C, atteinte le 12 janvier 1987,,. 
Les paramètres climatiques de la commune ont été estimés pour le milieu du siècle (2041-2070) selon différents scénarios d'émission de gaz à effet de serre à partir des nouvelles projections climatiques de référence DRIAS-2020. Ils sont consultables sur un site dédié publié par Météo-France en novembre 2022.

## Urbanisme

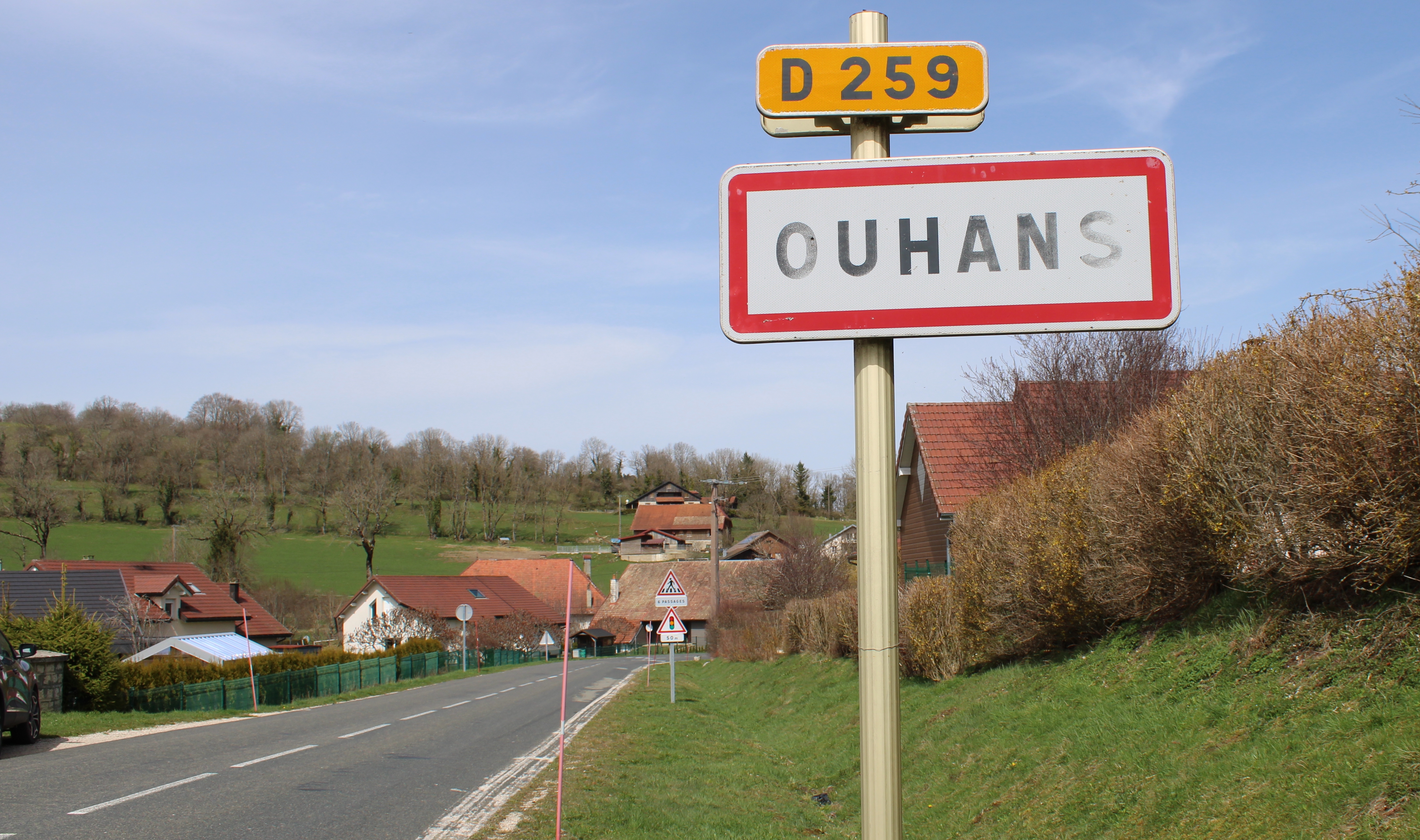
Entrée du village.

### Typologie
Au 1er janvier 2024, Ouhans est catégorisée commune rurale à habitat dispersé, selon la nouvelle grille communale de densité à 7 niveaux définie par l'Insee en 2022.
Elle est située hors unité urbaine. Par ailleurs la commune fait partie de l'aire d'attraction de Pontarlier, dont elle est une commune de la couronne,. Cette aire, qui regroupe 54 communes, est catégorisée dans les aires de moins de 50 000 habitants,.

### Occupation des sols
L'occupation des sols de la commune, telle qu'elle ressort de la base de données européenne d’occupation biophysique des sols Corine Land Cover (CLC), est marquée par l'importance des forêts et milieux semi-naturels (57,6 % en 2018), en augmentation par rapport à 1990 (56,2 %). La répartition détaillée en 2018 est la suivante : 
forêts (41,8 %), zones agricoles hétérogènes (19,9 %), milieux à végétation arbustive et/ou herbacée (15,8 %), prairies (15,6 %), terres arables (5,2 %), zones urbanisées (1,7 %). L'évolution de l’occupation des sols de la commune et de ses infrastructures peut être observée sur les différentes représentations cartographiques du territoire : la carte de Cassini (XVIIIe siècle), la carte d'état-major (1820-1866) et les cartes ou photos aériennes de l'IGN pour la période actuelle (1950 à aujourd'hui).

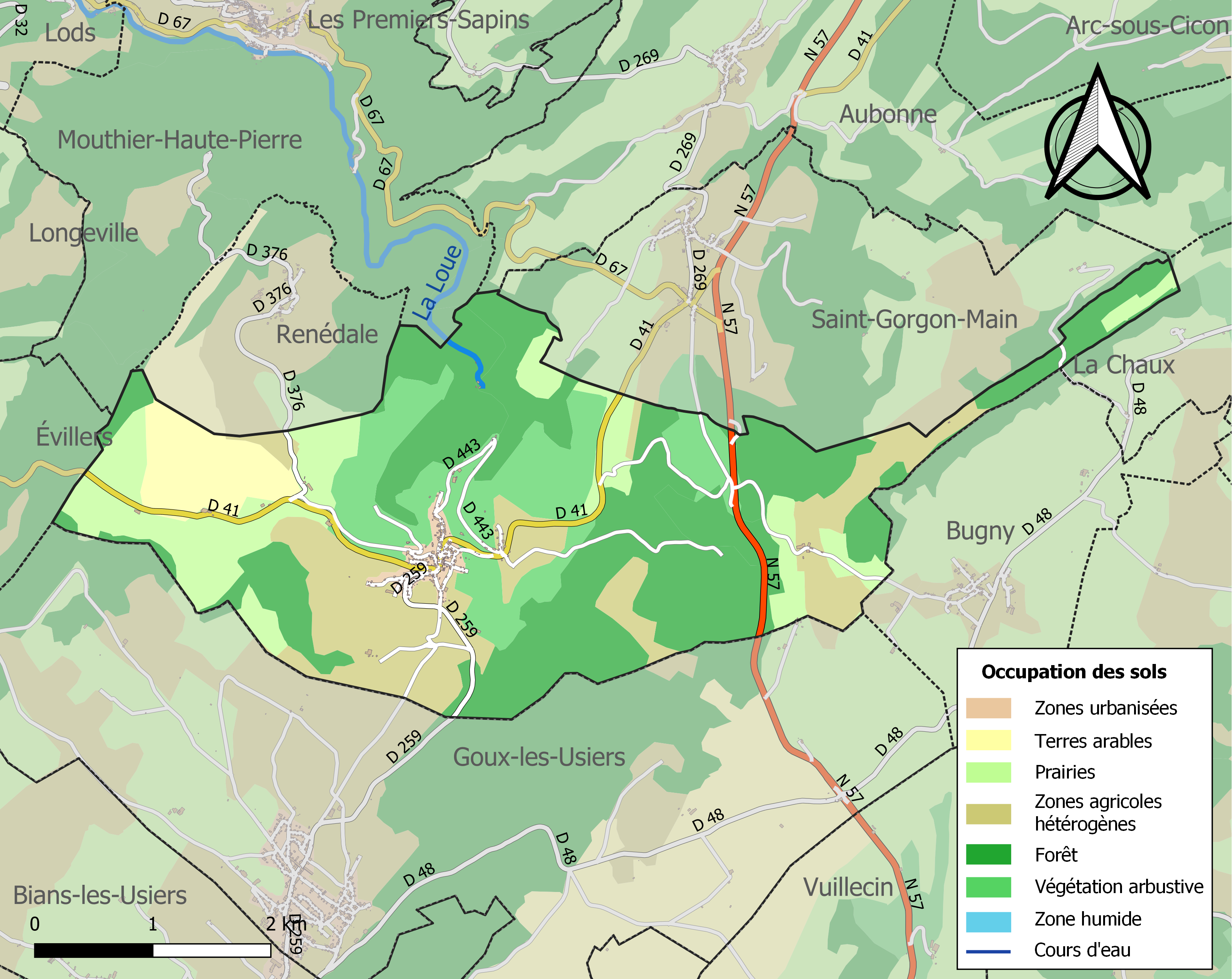
Carte des infrastructures et de l'occupation des sols de la commune en 2018 (CLC).

## Toponymie
Oens en 1169, 1299 ; Ouans en 1240 ; Wans, Ovans en 1260 ; Hœns en 1303 ; Houens en 1309 ; Ouens en 1429 ; Ouhans depuis 1621.

## Histoire
Ouhans est le berceau de la famille Perrenot de Granvelle.
Du forgeron Nicolas Perrenot, natif d'Ouhans, descendent :
– Nicolas Perrenot de Granvelle (Ornans 1486 - Augsbourg 1550), seigneur de Granvelle, ministre d'État de Charles Quint.
– Antoine Perrenot de Granvelle (Besançon 1517 - Madrid 1586), cardinal, garde des Sceaux de Charles Quint et Philippe II.

## Politique et administration

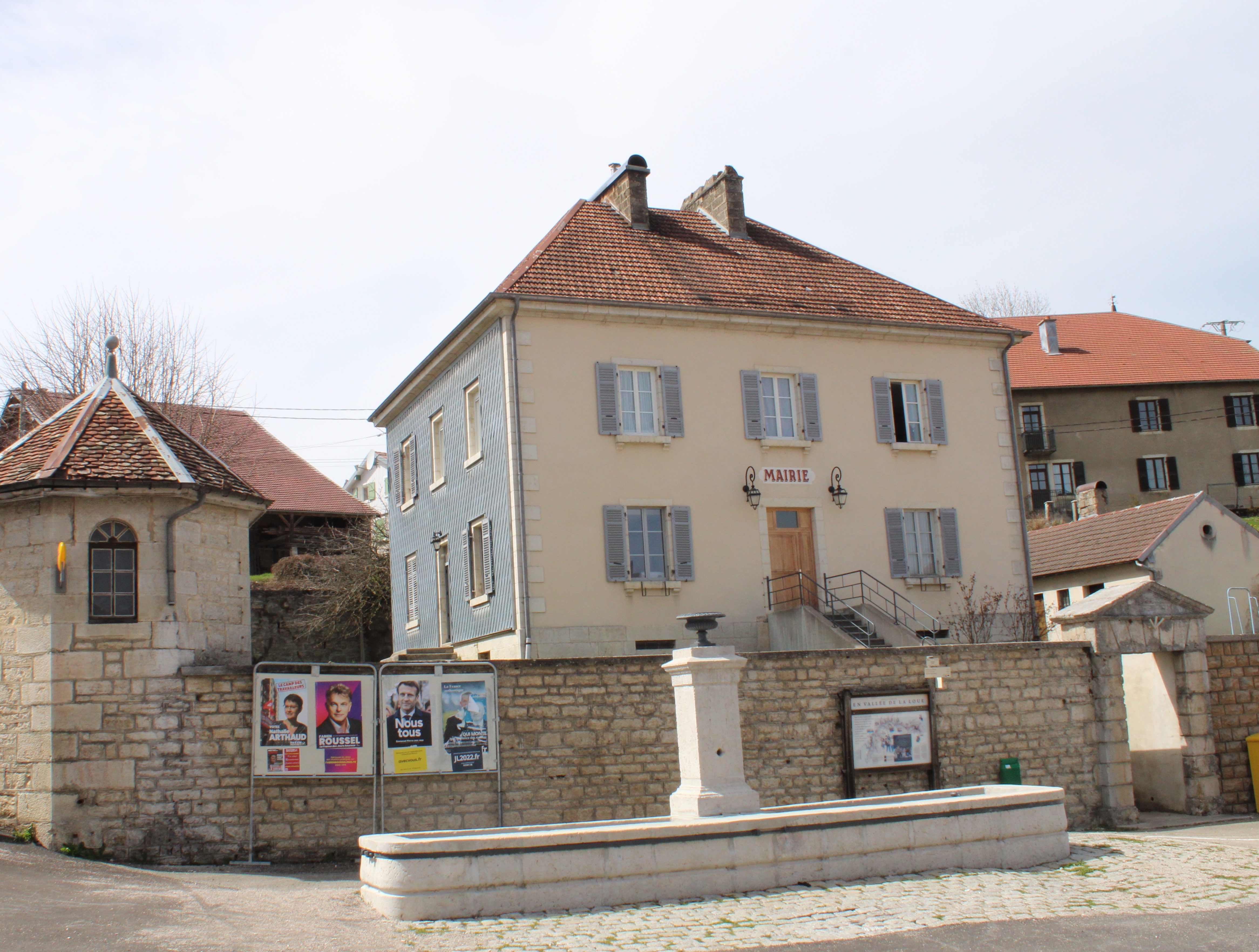
La mairie.

| Période  | Période  | Identité       | Étiquette | Qualité                                                  |
| -------- | -------- | -------------- | --------- | -------------------------------------------------------- |
| 1983     | 2001     | Jules Guyon    | SE        |                                                          |
| 2001     | mai 2020 | Fabrice Tyrode | DVD       | Agriculteur, vice-président de la communauté de communes |
| mai 2020 | En cours | Michel Hergott |           |                                                          |

## Démographie
L'évolution du nombre d'habitants est connue à travers les recensements de la population effectués dans la commune depuis 1793. Pour les communes de moins de 10 000 habitants, une enquête de recensement portant sur toute la population est réalisée tous les cinq ans, les populations de référence des années intermédiaires étant quant à elles estimées par interpolation ou extrapolation. Pour la commune, le premier recensement exhaustif entrant dans le cadre du nouveau dispositif a été réalisé en 2007.

En 2022, la commune comptait 393 habitants, en évolution de +4,8 % par rapport à 2016 (Doubs : +1,88 %, France hors Mayotte : +2,11 %).
| 1793 | 1800 | 1806 | 1821 | 1831 | 1836 | 1841 | 1846 | 1851 |
| ---- | ---- | ---- | ---- | ---- | ---- | ---- | ---- | ---- |
| 552  | 486  | 595  | 588  | 685  | 669  | 660  | 608  | 638  |

| 1856 | 1861 | 1866 | 1872 | 1876 | 1881 | 1886 | 1891 | 1896 |
| ---- | ---- | ---- | ---- | ---- | ---- | ---- | ---- | ---- |
| 578  | 592  | 600  | 553  | 508  | 502  | 455  | 467  | 415  |

| 1901 | 1906 | 1911 | 1921 | 1926 | 1931 | 1936 | 1946 | 1954 |
| ---- | ---- | ---- | ---- | ---- | ---- | ---- | ---- | ---- |
| 377  | 379  | 386  | 392  | 316  | 328  | 331  | 349  | 305  |

| 1962 | 1968 | 1975 | 1982 | 1990 | 1999 | 2006 | 2007 | 2012 |
| ---- | ---- | ---- | ---- | ---- | ---- | ---- | ---- | ---- |
| 293  | 286  | 264  | 269  | 287  | 334  | 375  | 376  | 373  |

| 2017 | 2022 | - | - | - | - | - | - | - |
| ---- | ---- | - | - | - | - | - | - | - |
| 376  | 393  | - | - | - | - | - | - | - |

## Culture locale et patrimoine

### Lieux et monuments
- Source de la Loue.

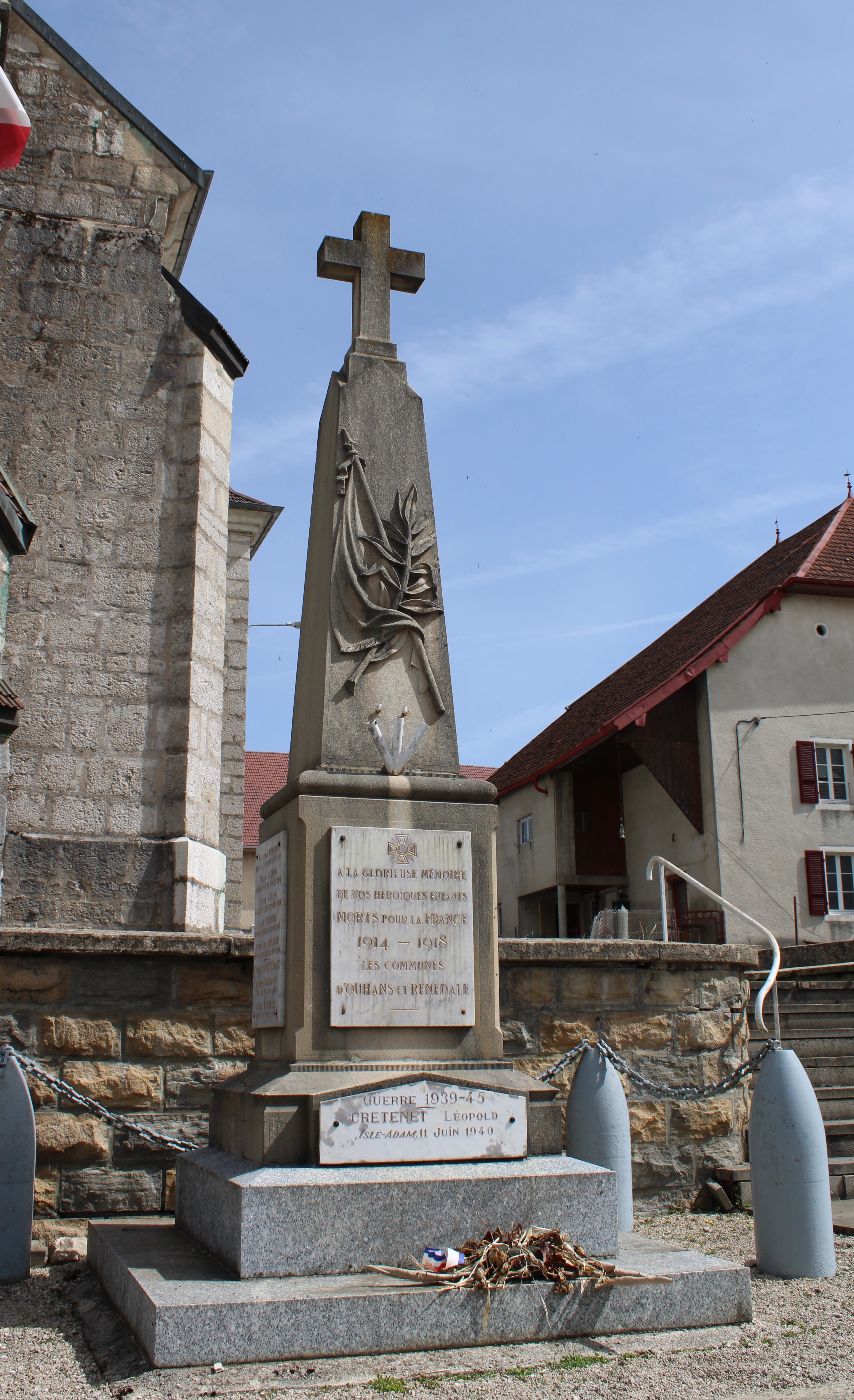
Le monument aux morts.

- Chapelle Notre-Dame-des-Anges du XIXe siècle.
- Église Saint-Maurice du XVIIIe siècle.

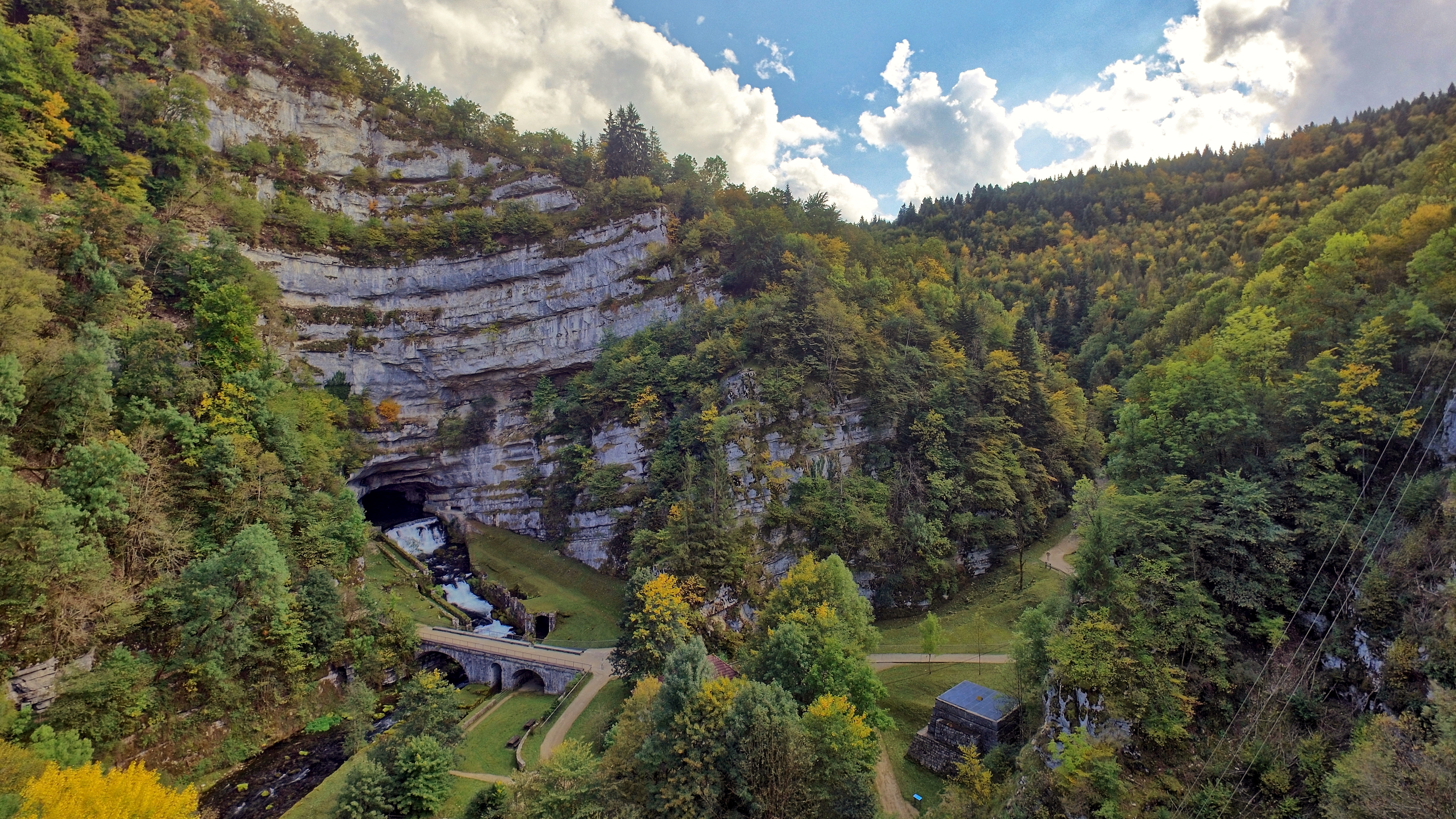
La reculée de la source de la Loue.
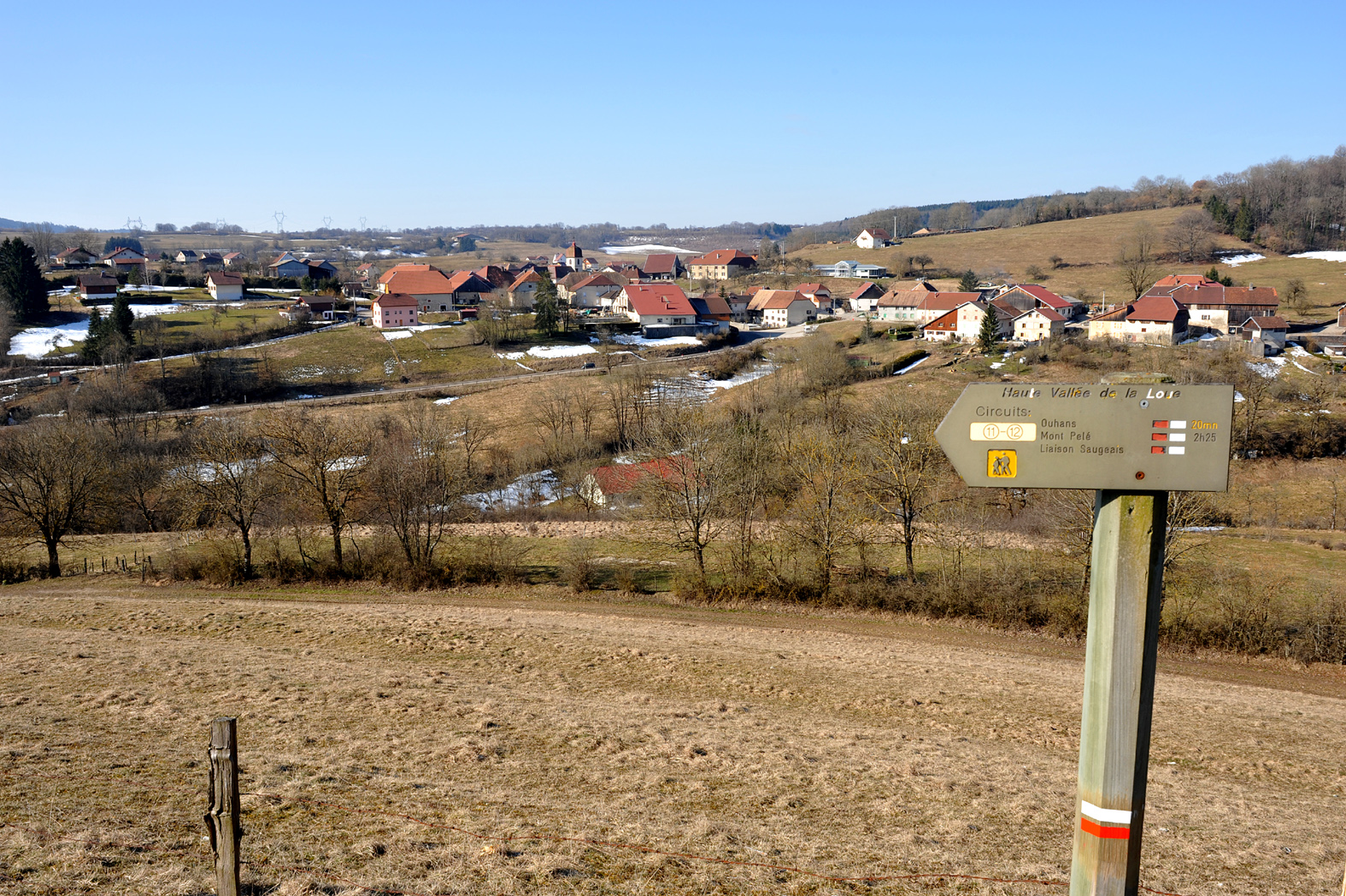
Vue générale.
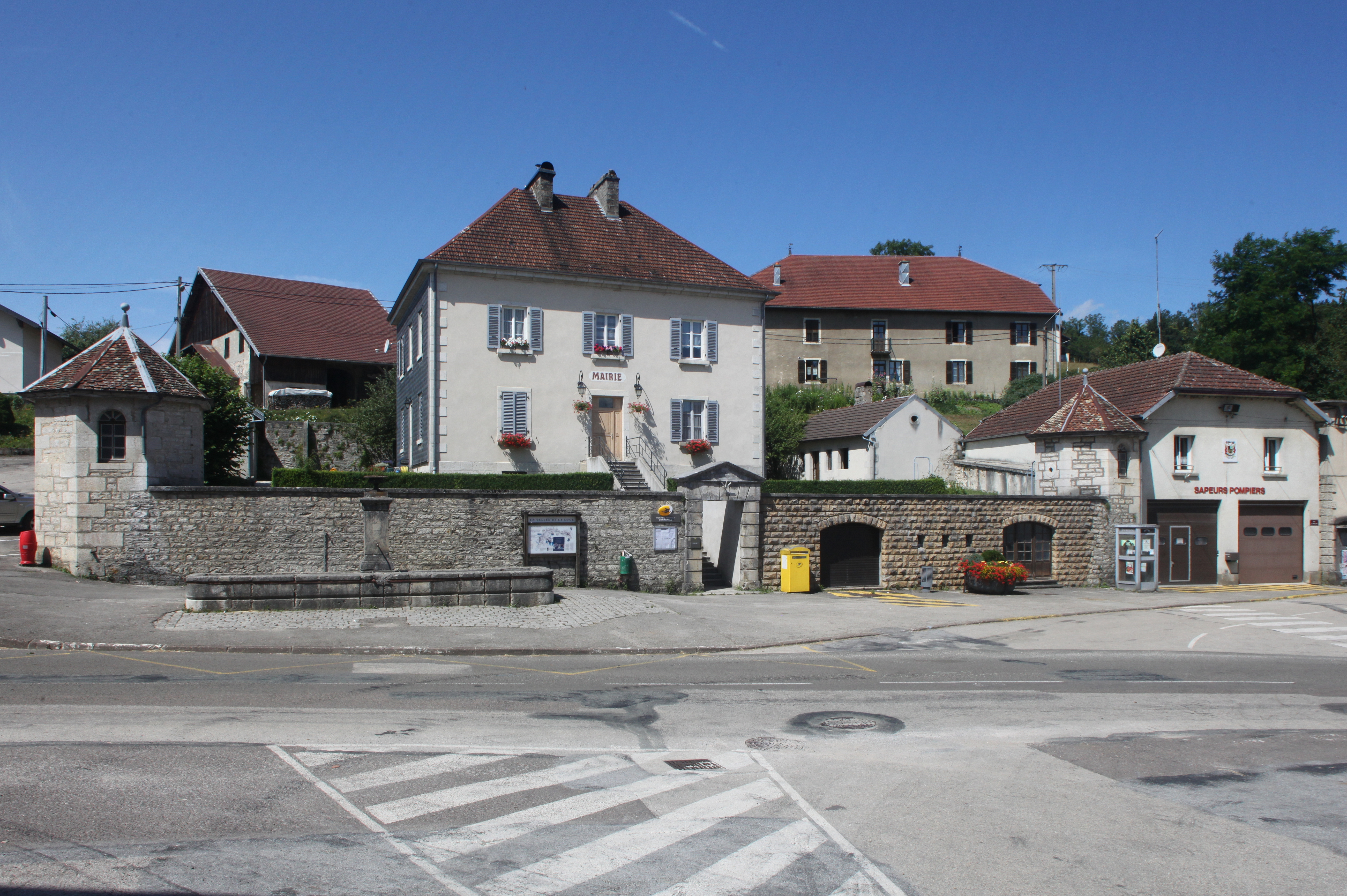
Mairie.
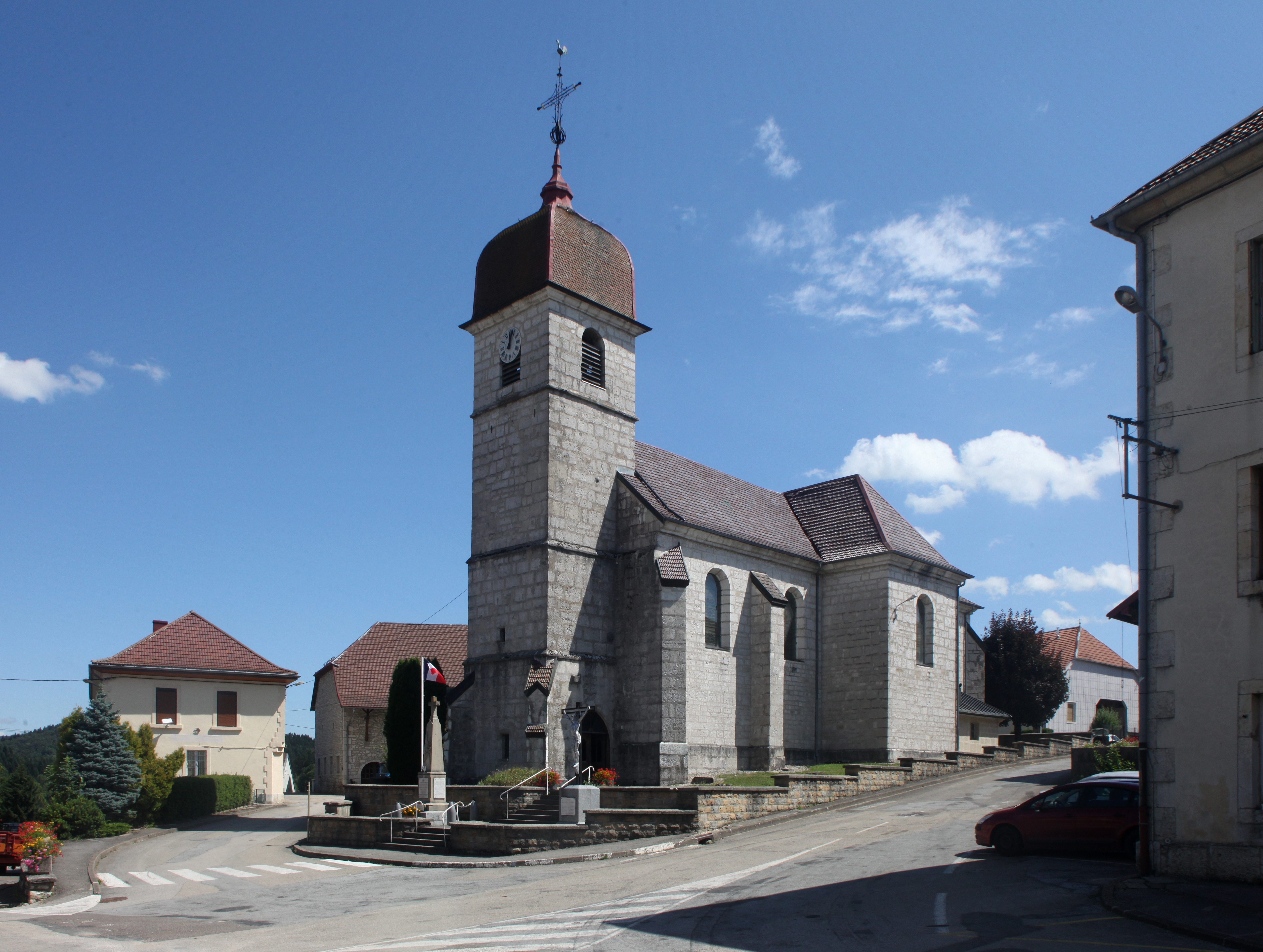
Église.
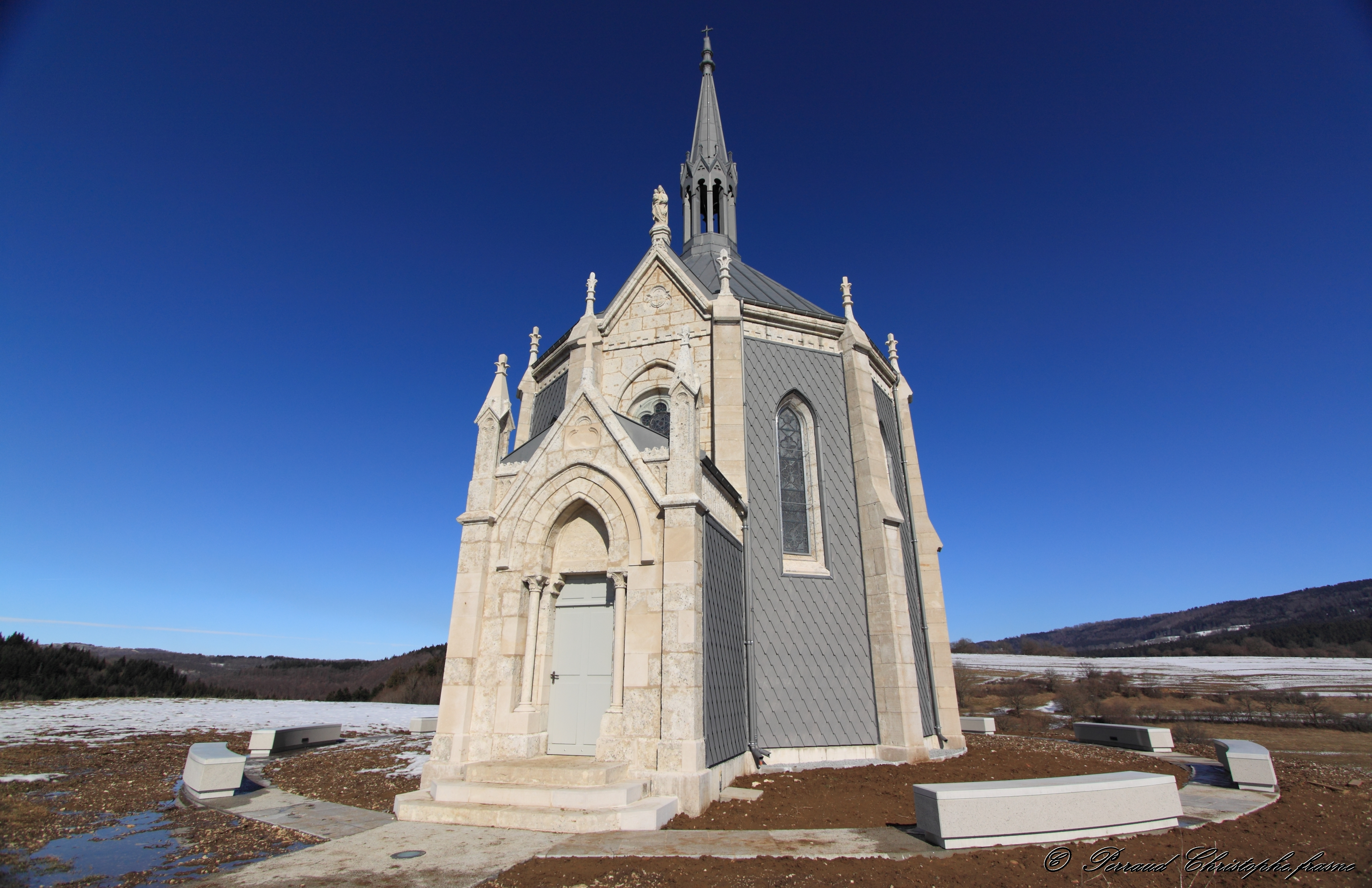
Chapelle Notre-Dame-des-Anges.
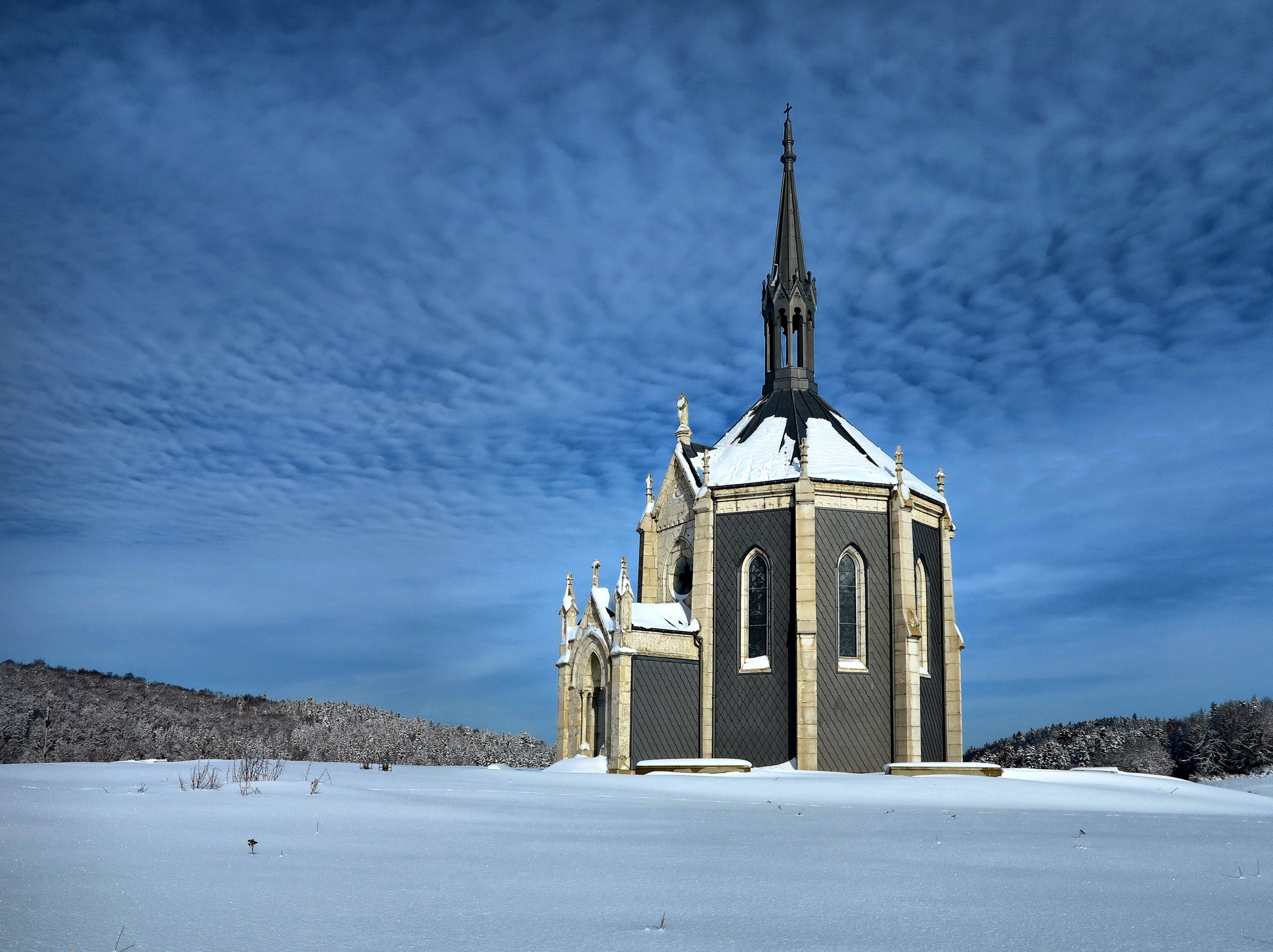
Chapelle Notre-Dame-des-Anges

### Héraldique
| Armoiries de Ouhans | Les armoiries de Ouhans se blasonnent ainsi : « de gueules à la tour couverte girouettée d'argent, ouverte de sable, chaussé de sinople chargé à dextre d'une croix ancrée d'or et à senestre d'une main bénissante de gueules* parée aussi d'or. » * Il y a là non-respect de la règle de contrariété des couleurs : ces armes sont fautives (main de Gueules sur sinople). |